# Céline Dion (álbum)
Céline Dion es el undécimo álbum de estudio de la cantante canadiense Céline Dion y su segundo álbum en inglés. Fue lanzado por Columbia Records y Epic Records el 30 de marzo de 1992, y presenta la canción ganadora del Grammy y del Premio de la Academia «Beauty and the Beast», así como otros éxitos como «If You Asked Me To» y «Love Can Move Mountains». El álbum fue producido por Walter Afanasieff, Ric Wake, Guy Roche y Humberto Gatica. Alcanzó el número uno en Quebec y el número tres en Canadá, donde fue certificado Diamante por ventas de más de un millón de copias. En la 35.ª edición de los Premios Grammy, Céline Dion fue nominada al Grammy por «Mejor Interpretación Vocal Pop Femenina». El álbum ha vendido más de cinco millones de copias en todo el mundo.

## Antecedentes y contenido
El verdadero avance internacional de Dion se produjo cuando se unió a Peabo Bryson para grabar la canción principal de la película animada de Walt Disney Pictures La Bella y la Bestia (1991). La canción capturó un estilo musical que Dion utilizaría en el futuro: baladas de influencia clásica y soft rock con instrumentación suave. Tanto crítica como comercialmente, la canción fue un éxito rotundo, convirtiéndose en su segundo top 10 en los Estados Unidos y ganando numerosos premios. Al igual que en los lanzamientos anteriores de Dion, el álbum tenía un tono de amor.
Dion trabajó con un nuevo equipo de escritores y productores en su álbum epónimo. Cinco canciones fueron escritas por Diane Warren. «With This Tear» fue un regalo de Prince, quien escribió la canción especialmente para Dion. Las pistas fueron producidas principalmente por Walter Afanasieff, Ric Wake y Guy Roche.
Para 1992, el lanzamiento de su anterior álbum en inglés Unison (1990) y Céline Dion, así como diversas apariciones en medios, habían impulsado a Dion al estrellato en América del Norte. Había logrado uno de sus principales objetivos: abrirse camino en el mercado anglófono y establecer su fama. Aparte de su creciente éxito, también hubo cambios en la vida personal de Dion, ya que René Angélil pasó de ser su mánager a ser su amante. Sin embargo, la relación se mantuvo en secreto, ya que ambos temían que el público considerara incongruente la diferencia de veintiséis años entre sus edades.
La versión europea de Céline Dion incluye «Where Does My Heart Beat Now» como pista adicional. El álbum fue relanzado el 7 de septiembre de 1992 en Australia con un disco adicional que contenía cuatro canciones que habían sido previamente lanzadas como sencillos de Unison.
«Send Me a Lover» fue una «sobrante» de las sesiones de grabación del álbum Céline Dion y fue lanzada en 1994 en el álbum benéfico Kumbaya Album 1994.
Para promocionarlo, Dion realizó una gira como telonera de Michael Bolton en su Time, Love and Tenderness Tour en el verano de 1992 por los Estados Unidos. Desde agosto de 1992 hasta marzo de 1993, realizó una gira por Canadá con su Celine Dion in Concert tour.

## Sencillos
Debido al éxito de «Beauty and the Beast», la canción fue incluida en Céline Dion. El primer sencillo oficial del álbum fue «If You Asked Me To», una versión de la canción de Patti LaBelle. Se convirtió en un éxito en Canadá y los Estados Unidos, alcanzando el número uno en el Canadian Top Singles chart y el número cuatro en el US Billboard Hot 100. El siguiente sencillo, «Nothing Broken but My Heart» alcanzó el número 3 en Canadá y el 29 en los Estados Unidos. El tercer sencillo, «Love Can Move Mountains» llegó al número dos en Canadá y al 36 en los Estados Unidos. El siguiente sencillo, «Water from the Moon» alcanzó el número siete en Canadá. En julio de 1993, se lanzó en Canadá un sencillo promocional, «Did You Give Enough Love», acompañado de un videoclip, y alcanzó el número 17.

## Recepción de la crítica
El álbum ha recibido críticas variadas. Stephen Thomas Erlewine de AllMusic escribió que «el álbum homónimo de Céline Dion, sucesor de su exitoso debut en Estados Unidos, es aún más fuerte y logrado». Arion Berger de Entertainment Weekly comentó: «Ella alcanza todas las notas en la elegante y desesperada ‘With This Tear’ de Prince, pero claramente tiene más voz que corazón». El crítico musical Robert Christgau lo calificó como «el peor álbum del año—que puedo recordar». Jan DeKnock del Chicago Tribune dijo que el álbum «es aún mejor, porque la joven cantante—de solo 24 años—ha desarrollado suficiente confianza en su segundo idioma para realmente transmitir las sutilezas emocionales de una letra, especialmente en las baladas que dominan este álbum. [...] Dion claramente se ha unido a Mariah Carey y Whitney Houston como una de las principales voces en la escena pop». Parry Gettelman del Orlando Sentinel consideró que Dion «realmente se destaca» en las tres pistas de baile «al estilo de Lisa Stansfield»; «Love Can Move Mountains», «Did You Give Enough Love» y «Little Bit of Love».

## Rendimiento comercial
El álbum ha vendido más de cinco millones de copias en todo el mundo. Hasta mayo de 2016, Céline Dion ha vendido 2 400 000 copias en los Estados Unidos según Nielsen SoundScan, con 624 000 unidades adicionales vendidas en el BMG Music Club. SoundScan no cuenta los álbumes vendidos a través de clubes como el BMG Music Service, que fueron muy populares en la década de 1990. Fue certificado 2× Platino en los Estados Unidos y alcanzó el número 34 en el Billboard 200. La popularidad de Dion también se reflejó en Canadá, donde el álbum encabezó la lista en Quebec durante seis semanas, alcanzó el número tres en el Canadian Albums Chart y fue certificado Diamante por un millón de copias vendidas.
En otras regiones del mundo, Céline Dion alcanzó el número 15 en Australia, el número 31 en Nueva Zelanda, el número 59 en Japón y el número 70 en el Reino Unido. También fue certificado Platino en Australia y Oro en el Reino Unido y Japón. Dion recibió su primer World Music Award como «Mejor Artista Femenina Canadiense más Vendida del Año».
El sencillo más exitoso del álbum fue «Beauty and the Beast», que alcanzó el número nueve en el Billboard Hot 100 y fue certificado Oro en los Estados Unidos. Otros sencillos que llegaron al puesto 40 en Estados Unidos incluyen: «If You Asked Me To» (número cuatro), «Nothing Broken but My Heart» (número 29) y «Love Can Move Mountains» (número 36). «Water from the Moon» alcanzó el número 11 en la lista Adult Contemporary de Estados Unidos. «Did You Give Enough Love» fue lanzado como sencillo promocional en Canadá y se filmó un videoclip. La canción llegó al número 17 en el RPM Top Singles.

## Lista de sencillos
| Edición estándar |                                               |                 |                 |          |  |
| N.º              | Título                                        | Escritor(es)    | Productor(es)   | Duración |  |
| 1.               | «Introduction»                                |                 | Afanasieff      | 1:14     |  |
| 2.               | «Love Can Move Mountains»                     | Diane Warren    | Ric Wake        | 4:53     |  |
| 3.               | «Show Some Emotion»                           | Andrew Gold     | Afanasieff      | 4:29     |  |
| 4.               | «If You Asked Me To»                          | Warren          | Guy Roche       | 3:55     |  |
| 5.               | «If You Could See Me Now»                     | Afanasieff      | Afanasieff      | 5:07     |  |
| 6.               | «Halfway to Heaven»                           | Franne Golde    | Afanasieff      | 5:05     |  |
| 7.               | «Did You Give Enough Love»                    | Seth Swirsky    | Wake            | 4:22     |  |
| 8.               | «If I Were You»                               | Shelly Peiken   | Wake            | 5:07     |  |
| 9.               | «Beauty and the Beast» (dúo con Peabo Bryson) | Alan Menken     | Afanasieff      | 4:04     |  |
| 10.              | «I Love You, Goodbye»                         | Warren          | Roche           | 3:34     |  |
| 11.              | «Little Bit of Love»                          | Claude Gaudette | Humberto Gatica | 4:27     |  |
| 12.              | «Water from the Moon»                         | Warren          | Roche           | 4:40     |  |
| 13.              | «With This Tear»                              | Prince          | Afanasieff      | 4:12     |  |
| 14.              | «Nothing Broken but My Heart»                 | Warren          | Afanasieff      | 5:55     |  |
| 61:04            |                                               |                 |                 |          |  |

| Reedición europea y reedición digital con bonus track |                                |                      |                  |          |  |
| N.º                                                   | Título                         | Escritor(es)         | Productor(es)    | Duración |  |
| 15.                                                   | «Where Does My Heart Beat Now» | Robert White Johnson | Christopher Neil | 4:33     |  |

| Disco extra de la reedición australiana |                                |               |               |          |  |
| N.º                                     | Título                         | Escritor(es)  | Productor(es) | Duración |  |
| 1.                                      | «Where Does My Heart Beat Now» | Johnson       | Neil          | 4:33     |  |
| 2.                                      | «(If There Was) Any Other Way» | Paul Bliss    | Neil          | 3:59     |  |
| 3.                                      | «Unison»                       | Andy Goldmark | Goldmark      | 4:12     |  |
| 4.                                      | «The Last to Know»             | Walsh         | Neil          | 4:34     |  |

## Personal
Adaptado de AllMusic.
- Walter Afanasieff – arreglista, bajo, guitarra, guitarra acústica, teclados, arreglos orquestales, órgano, órgano Hammond, productor, programación, synclavier, sintetizador, bajo sintetizador, arreglos vocales, productor vocal
- Ken Allardyce – ingeniero
- René Angélil – gestión
- Israel Baker – violín
- Marilyn Baker – viola
- Mickey Baker – viola
- Greg Bannan – coordinación de producción
- David Barratt – coordinación de producción
- Kitty Beethoven – coros
- Fred «Re-Run» Berry – fliscorno
- Frederick Berry – fliscorno, solista
- Kyle Bess – ingeniero
- David Betancourt – ingeniero
- Rick Bieder – ingeniero
- Teruko Brooks – violín
- Peabo Bryson – artista invitado, intérprete, voz
- Robbie Buchanan – arreglista, teclados, piano
- Bob Cadway – ingeniero, mezcla, seguimiento
- Bruce Calder – ingeniero
- Russ Cantor – violín
- Dana Jon Chappelle – ingeniero, mezcla
- Gary Cirimelli – programación, synclavier, coros
- Ronald Clark – violín
- Liz Constantine – coros
- Van Coppock – ingeniero asistente
- Orion Crawford – copista
- Joey Diggs – coros
- Céline Dion – artista principal, palabra hablada, voz, coros
- John Doelp – productor ejecutivo
- Nancy Donald – dirección artística
- Bruce Dukov – violín
- Felipe Elgueta – ingeniero
- Paul Ericksen – ingeniero
- Clare Fischer – arreglista, director, arreglos de cuerdas
- Chris Fogel – ingeniero asistente
- Arne Frager – ingeniero de cuerdas
- Kenny G – artista invitado, saxofón soprano
- Bruce Gaitsch – guitarra
- Pamela Gates – violín
- Humberto Gatica – ingeniero, mezcla, productor
- Claude Gaudette – arreglista, teclados, programación
- Gary Gertzweig – violín
- Michael Gilbert – ingeniero
- Edward Green – violín
- Sandy Griffith – coros
- Noel Hazen – ingeniero asistente
- Mark Hensley – ingeniero
- Dan Hetzel – ingeniero
- Jim Hughart – contrabajo
- Larry Jacobs – coros
- Davida Johnson – violín
- Jimmy Johnson – bajo
- Jude Johnson – chelo
- Melisa Kary – coros
- Neill King – ingeniero
- Ren Klyce – programación, sampling, synclavier
- Dave Koz – artista invitado, saxofón
- Matthew «Boomer» La Monica – ingeniero
- Manny Lacarrubba – ingeniero
- Michael Landau – guitarra
- Norma Leonard – violín
- Mario Lucy – ingeniero asistente, ingeniero
- Vito Luprano – productor ejecutivo
- Patrick MacDougall – mezcla
- Margot MacLaine – viola
- Earl Madison – chelo
- Larry Mah – ingeniero
- Brian Malouf – mezcla
- Jean McClain – coros
- Casey McMackin – ingeniero asistente
- Vladimir Meller – masterización
- Betty Moor – violín
- Jorge Moraga – viola
- Ralph Morrison III – violín
- Michael Nowak – viola
- Nils Oliver – chelo
- Rafael Padilla – percusión
- Victoria Pearson – fotografía
- Joel Peskin – oboe, sintetizador
- Ken Phillips – coordinación de producción
- Brian Pollack – ingeniero asistente, ingeniero
- Simon Pressey – ingeniero
- Vicki Randle – coros
- Claytoven Richardson – coros
- John «J.R.» Robinson – batería
- Guy Roche – arreglista, ingeniero, teclados, productor, sintetizador
- Alejandro Rodríguez – ingeniero
- Harry Scorzo – violín
- Frederick Seykora – chelo
- Dan Shea – teclados, programación
- David Shea – teclados, sintetizador
- Paul Shure – violín
- David Stenske – viola
- Mick Stern – ingeniero
- Robert Stone – contrabajo
- Robert Jeffrey Stone – contrabajo
- Barbara Stout – coordinación de producción
- Rich Tancredi – arreglista
- Pamela Thompkins – violín
- Michael Thompson – guitarra
- Jeanie Tracy – coros
- Jeffrey «C.J.› Vanston – teclados
- Alan de Veritch – viola
- Ric Wake – arreglista, productor
- Francine Walsh – violín
- Diane Warren – coros
- Frank Wolf – ingeniero
- Terry Wood – coros
- Thomas R. Yezzi – ingeniero
- Richard Zuckerman – productor ejecutivo

## Gráficos

### Gráficos semanales
| Listas (1992–1998)                | Mejor posición |
| --------------------------------- | -------------- |
| Australia (ARIA)                  | 15             |
| Canadá Albums (The Record)        | 3              |
| Nueva Zelanda (Recorded Music NZ) | 31             |
| Quebec (ADISQ)                    | 1              |
| Reino Unido (UK Albums Chart)     | 70             |
| Estados Unidos (Billboard 200)    | 34             |

## Certificaciones
| País           | Organismo certificador | Certificación | Ventas certificadas | Ref.        |
| -------------- | ---------------------- | ------------- | ------------------- | ----------- |
| Australia      | ARIA                   | Platino       | 70 000              | [ 15 ]      |
| Canadá         | Music Canada           | Diamante      | 1 000               | [ 14 ]      |
| Japón          | RIAJ                   | Oro           | 100 000             | [ 22 ]      |
| Reino Unido    | BPI                    | Oro           | 100 000             | [ 23 ]      |
| Estados Unidos | RIAA                   | 2× Platino    | 3 024 000           | [ 12 ]      |
| Mundialmente   | —                      | —             | 5 000               | [ 7 ] [ 8 ] |